# Плави јахач
Плави јахач је немачко удружење уметника експресионизма.
Група је произашла из Новог удружења уметника, а основали су га 1911. у Минхену Василиј Кандински и Франц Марк. Кандински је описао како је група добила име: 
Име, Плави јахач, смислили смо за сточићем у шуми Зинелсдорф. Обојица смо волели плаво, Марк - коње, ја - коњанике. Име се само наметнуло.
Ово име се појавило и на дрворезу Кандинског из 1911. који је он употребио за илустрацију истоименог алманаха о модерној уметности. 
Значајни чланови су били још: Алексеј фон Јавленски, Паул Кле, Алфред Кубин, Аугуст Маке и Габријела Минтер. Чак су и композитори, као Арнолд Шенберг, који се бавио и сликарством, припадали Плавом јахачу. Заједнички им је био интерес за средњовековну и примитивну уметност, као и за савремене покрете: Кубизам и Фовизам.
Основна замисао била је слободно пријатељско повезивање истомишљеника без одређеног програма. Тако су уметници задржали могућност да изграде и даље усавршавају сопствене стилове. Маке и Марк су сматрали да људски спољни и унутрашњи светови треба да се сусрећу кроз уметност. Упориште за ову теорију су им давале теорије Кандинског. Супротно другој великој немачкој групи експресиониста Мосту, интенције Плавог јахача биле су далеко од критичке стварности и ишле су до сликарског, више интелектуалног и спиритуалног схватања уметности. Под утицајима теорије уметности Кандинског (О духовном у уметности, 1912. године) чланови су трагали за новим средствима изражавања и истицањем самосталности боја и облика тежили апстракцији. Уметност Плавог јахача карактерише, такође, велика отвореност према другим уметничким струјама (пре свега према орфизму Робера Делонеа) и народној уметности. Тако су према програму прве изложбе Плавог јахача били представљени и уметници као Анри Матис, Робер Делоне и Анри Русо са својим делима.
По избијању Првог светског рата група је распуштена. Њихове идеје су и даље вршиле утицај кроз образовну делатност, јер је велики број чланова предавао касније на Баухаусу, а њихове идеје имале су велики утицај на апстрактно сликарство.

## Уметници који су припадали групи Плави јахач
- Василиј Кандински(Wassily Kandinsky)
- Франц Марк (Franz Marc)
- Маријане фон Верефкин (Marianne von Werefkin)
- Габријела Минтер (Gabriele Münter)
- Наталија Гончарова (Наталья Сергеевна Гончарова)
- Хајнрих Кампендонк (Heinrich Campendonk)
- Алексеј фон Јавленски (Alexej von Jawlensky)
- Аугуст Маке (August Macke)
- Алфред Кубин (Alfred Kubin)
- Арнолд Шенберг (Arnold Schönberg)
- Паул Кле (Paul Klee)
- Робер Делоне (Robert Delaunay)

## Галерија
- Франц Марк: „Плави коњ I“ из 1911.
- Франц Марк: "Кула од плавих коња"
- Аугуст Маке: „Руски балет“ из 1912.
- Василиј Кандински: „Фуга“ из 1914.
- Аугуст Маке: „Света кућа“ из 1914.